# Explore Genève
 (février 2022).
 (février 2022).
La mise en forme du texte ne suit pas les recommandations de Wikipédia : il faut le « wikifier ».
Les points d'amélioration suivants sont les cas les plus fréquents. Le détail des points à revoir est peut-être précisé sur la page de discussion.
- Les titres sont pré-formatés par le logiciel. Ils ne sont ni en capitales, ni en gras.
- Le texte ne doit pas être écrit en capitales (les noms de famille non plus), ni en gras, ni en italique, ni en « petit »…
- Le gras n'est utilisé que pour surligner le titre de l'article dans l'introduction, une seule fois.
- L'italique est rarement utilisé : mots en langue étrangère, titres d'œuvres, noms de bateaux, etc.
- Les citations ne sont pas en italique mais en corps de texte normal. Elles sont entourées par des guillemets français : « et ».
- Les listes à puces sont à éviter, des paragraphes rédigés étant largement préférés. Les tableaux sont à réserver à la présentation de données structurées (résultats, etc.).
- Les appels de note de bas de page (petits chiffres en exposant, introduits par l'outil «  Source ») sont à placer entre la fin de phrase et le point final[comme ça].
- Les liens internes (vers d'autres articles de Wikipédia) sont à choisir avec parcimonie. Créez des liens vers des articles approfondissant le sujet. Les termes génériques sans rapport avec le sujet sont à éviter, ainsi que les répétitions de liens vers un même terme.
- Les liens externes sont à placer uniquement dans une section « Liens externes », à la fin de l'article. Ces liens sont à choisir avec parcimonie suivant les règles définies. Si un lien sert de source à l'article, son insertion dans le texte est à faire par les notes de bas de page.
- La présentation des références doit suivre les conventions bibliographiques. Il est recommandé d'utiliser les modèles {{Ouvrage}}, {{Chapitre}}, {{Article}}, {{Lien web}} et/ou {{Bibliographie}}. Le mode d'édition visuel peut mettre en forme automatiquement les références.
- Insérer une infobox (cadre d'informations à droite) n'est pas obligatoire pour parachever la mise en page.

Pour une aide détaillée, merci de consulter Aide:Wikification.
Si vous pensez que ces points ont été résolus, vous pouvez retirer ce bandeau et améliorer la mise en forme d'un autre article.

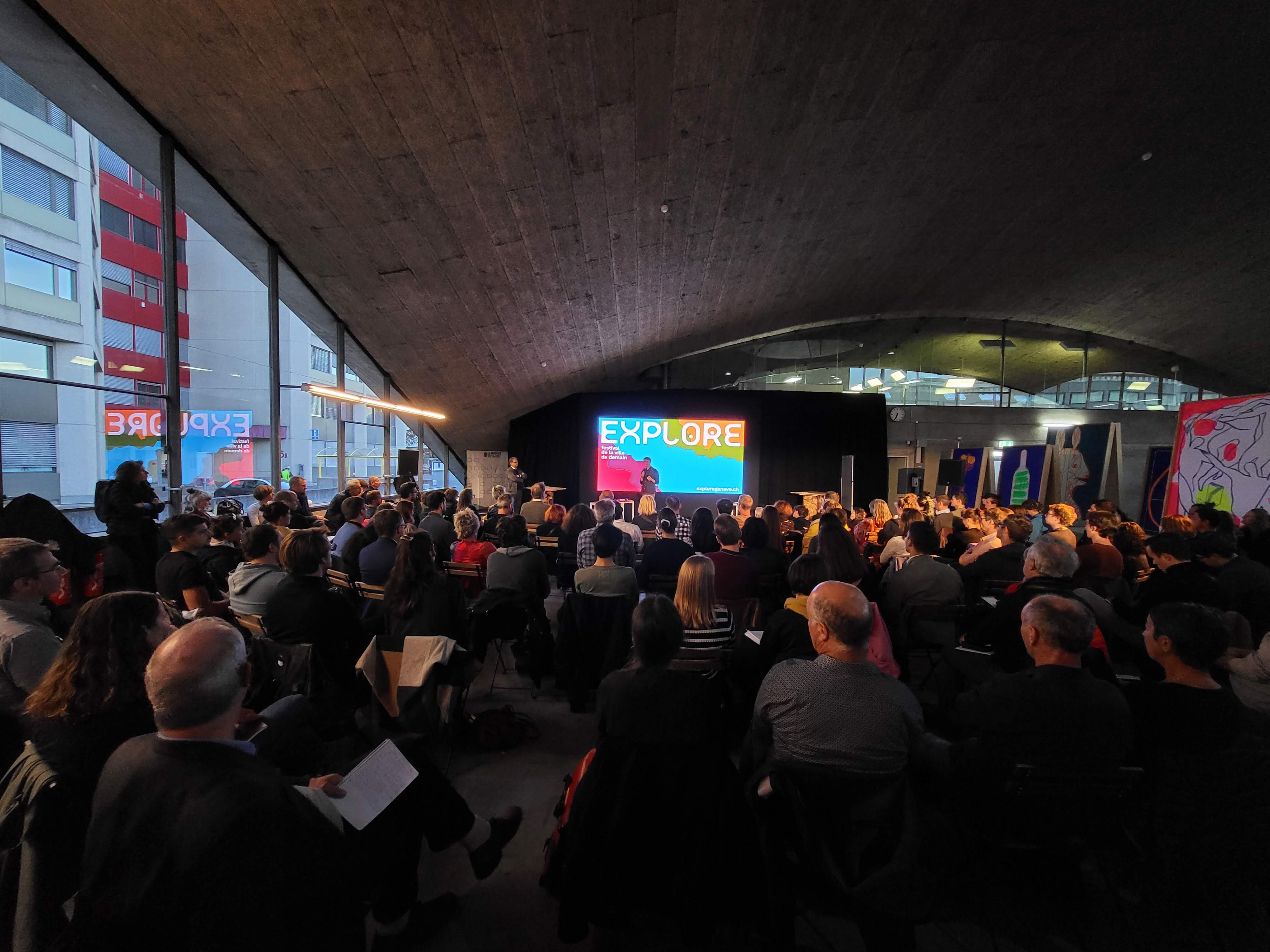
Conférence inaugurale de l'édition 21

Explore est un festival de la ville de demain initié par le Département du territoire de la république et canton de Genève en 2019. Il a pour objectif de débattre des enjeux climatiques, urbains et territoriaux en impliquant la population. Il y a une ou deux éditions par an et le festival implique de nombreux partenaires locaux mais aussi internationaux. Le but est de s'interroger sur les évolutions des villes et le rôle des habitants. 

## Participer pour faire la ville
La participation citoyenne est au cœur du festival, qui propose des explorations sur le territoire, des enquêtes ou des ateliers participatifs pour alimenter des projets concrets comme le plan climat cantonal, des projets d'espaces publics ou encore la création de voies vertes. Le festival est aussi l'occasion de faire découvrir des initiatives virtueuses concernant la transition écologique. Les sites de Nature en ville ont été mis en avant et des bains chauds ont par exemple été utilisés pour pré-figurer une renaturation de rivière en plein coeur de la ville.

## Des idées et de la culture
Le festival propose aussi un programme de conférences qui a déjà réuni plus de 100 intervenants internationaux dans des domaines divers comme l'urbanisme, la philosophie, l'architecture, la littérature, le design ou la sociologie par le biais de personnalités comme Richard Sennett, Valérie Masson-Delmotte, Judit Carrera et le Centre de Culture Contemporaine de Barcelone, Jean Viard, Michel Lussaut, Patrick Bouchain, Itziar Gonzalez Viros ou encore Nicolas Hulot. 
Depuis la première édition, des concerts et des expériences culturelles sont aussi au cœur du programme grâce à la participation d'artistes comme Chassol, Oxmo Puccino, Fakear, Theatrum Mundi mais aussi l'engagement de partenaires culturels comme la radio Couleur 3.
Un Urban Thinkers Campus s'est tenu en 2020 en lien avec UN Habitat.

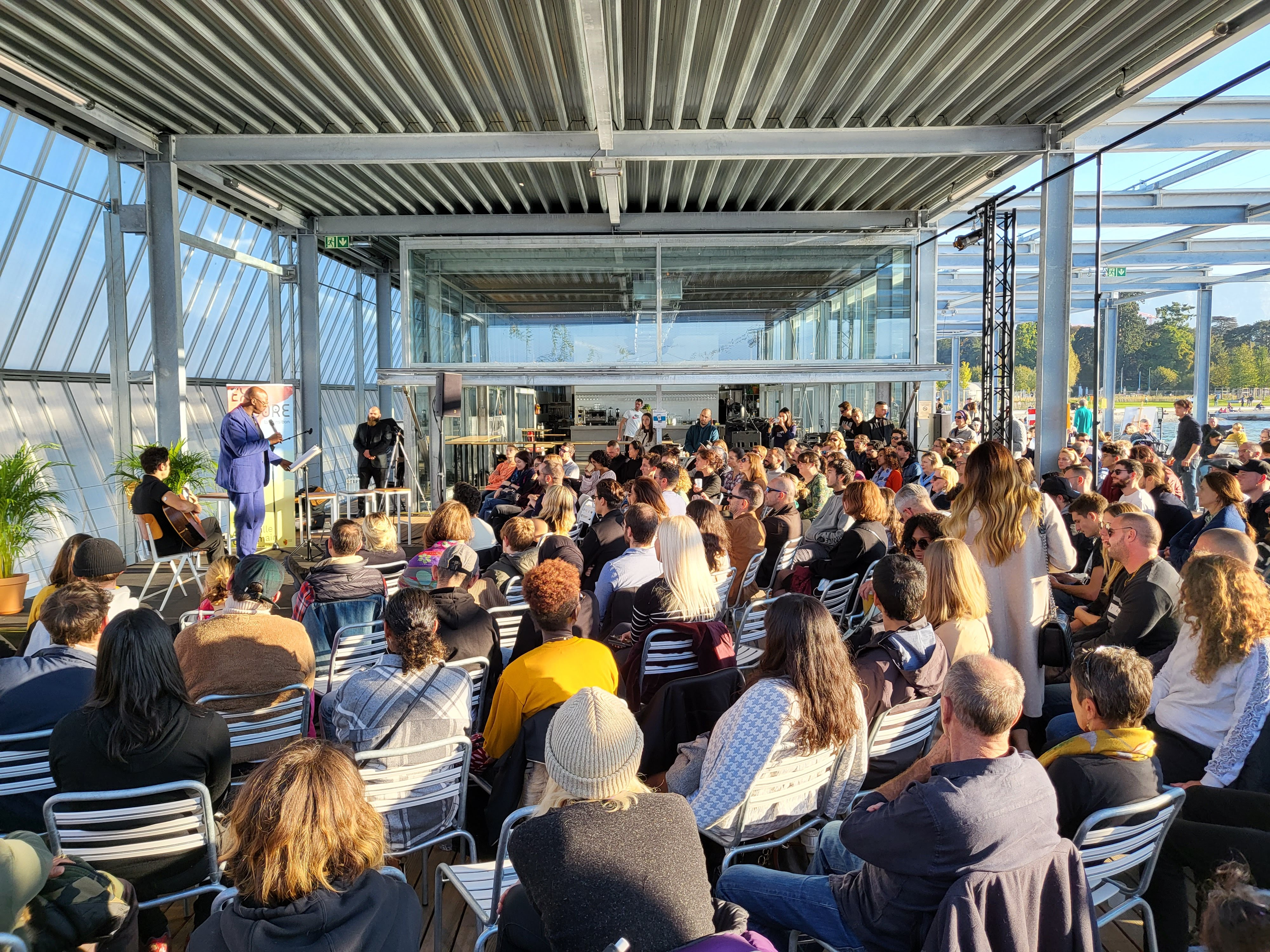
EXPLORE à la plage des Eaux-vives